# Jakov Gotovac
Jakov Gotovac (født 11. oktober 1895 i Split, død 16. oktober 1982 i Zagreb, Kroatien) var en kroatisk komponist og dirigent.
Gotovac studerede komposition og direktion i Wien hos Joseph Marx. Han har skrevet den mest kendte opera fra Kroatien Ero s onoga svijeta (Ero fra den Verden) (1933-1935). Gotovac har også skrevet orkesterværker, kammermusik, korværker, sange og andre operaer etc. Han var dirigent på det Kroatiske National Teater (1923-1958), og dirigerede mange orkestre i Zagreb til sin død i 1982.

## Udvalgte værker
- "Symfoniske hjul" (1926) - for orkester
- "Ero fra den Verden" (1933-1935) - komisk opera
- "Dansene fra Bunjevci" (1960) - for orkester
- "Sange af begejstring" (1955) - for kor